# Matthew Gilks
Matthew Gilks, né le 4 juin 1982 à Rochdale (Angleterre), est un ancien footballeur international écossais qui évoluait au poste de gardien de but.

## Biographie
Gilks a débuté au Rochdale AFC en League Two, club de sa ville natale.
Il rejoint ensuite Norwich City en 2007, où il est cantonné au rôle de doublure sans jamais jouer une minute, il y reste une seule saison avant de rejoindre le Blackpool FC.
En août 2010, Gilks, bien que de nationalité anglaise, est appelé en équipe nationale d'Écosse de par ses origines, mais n'entrera pas en jeu. 
Le 2 juillet 2014, il rejoint Burnley FC.
Le 24 juin 2016, il rejoint Rangers.
Le 31 janvier 2017, il rejoint Wigan Athletic.
Le 16 juin 2017, il rejoint Scunthorpe United.
Le 31 janvier 2019, il rejoint Lincoln City.
Le 1er août 2019, il rejoint Fleetwood Town.
Le 6 août 2020, il rejoint Bolton Wanderers.